# Erica sparmannii
Erica sparmannii är en ljungväxtart som beskrevs av Carl von Linné d.y.. Erica sparmannii ingår i släktet klockljungssläktet, och familjen ljungväxter. Inga underarter finns listade i Catalogue of Life.